# Medru
Medru (ou Mider ou encore Medros) est un dieu germain, principalement vénéré par la tribu des Triboques. Il était, probablement, un dieu lié à la guerre et à la puissance, comme l'attestent ses habits et le taureau qui l'accompagne. Il était sûrement aussi un dieu régional (dans les environs de l'Alsace) comme pourrait l'attester son nom. 
Les Romains l'ont assimilé au dieu Mars.

## Découvertes archéologiques
Une stèle, découverte en 1820, au lieu-dit Dachshubel (dans la forêt de Haguenau), lui a été dédiée au IIIe siècle par les Gallo-Romains. Elle porte des inscriptions en latin et représente Mider avec un casque et une lance, avec à côté de lui, un taureau. 
Une autre stèle, similaire, a été retrouvée à Gunstett et est conservée au musée historique de Haguenau,.